# ヤマウチ
株式会社ヤマウチは香川県高松市を中心にガソリンスタンド、自動車整備業、フィットネスクラブ運営などを行う企業。

## 企業概要
ヤマウチグループの中核企業である。ヤマウチグループはセルフ方式のガソリンスタンドを主力として、カーメンテナンスや車検・整備工場など自動車関連の事業を行うほか、スポーツクラブ JOYFIT、ハンバーグレストラン びっくりドンキーを展開する。ヤマウチグループのみで使えるポイントプリカを発行している。
2011年にオカモトグループ（北海道帯広市）入りした。

## 事業展開

### ガソリンスタンド
ENEOS（旧共同石油→ジャパンエナジー）の特約店としてガソリンスタンドを香川県内で高松市を中心に14店舗を展開し、全店がセルフ方式となっている。最後までフルサービスで残っていた松福町店は2011年11月に閉店した。全店でヤマウチグループ共通のポイントプリカに対応していて、プリカへの入金金額に応じて高額になればなるほど通常価格に比べてガソリン単価が下がっていくシステムを採用している。独自のPOSを使用しているためTポイント・Enekeyは非対応。
オカモトグループ入りした後は鳥取県は三菱商事エネルギーのプライベートブランド、それ以外はいわゆる無印スタンドのヤマウチセルフを西日本7県に出店し、ENEOSの店舗と併せて23店舗展開している。
ガソリンスタンド以外にもラチェットモンキー東バイパス本店やラチェットモンキールート32号店、ラチェットモンキー屋島店いった車検・整備工場も有している。

### スポーツクラブ「ジョイフィット」
オカモトグループで「JOYFIT」や「FIT365」などを運営するウェルネスフロンティアを2023年に吸収合併し運営元となる。合併以前はフランチャイズとしてスポーツクラブ「JOYFIT」を高松市、丸亀市で2店舗展開。2011年に兵庫県のJOYFITをヤマウチのFCとして運営継承後、新業態24時間型スポーツクラブクラブ JOYFIT24を大阪府・兵庫県・福岡県で53店舗展開。

### ハンバーグレストラン「びっくりドンキー」
フランチャイズとしてハンバーグレストラン「びっくりドンキー」を高松市、松山市、高知市、徳島市で5店舗展開している。

## 沿革
- 1931年（昭和7年） - 山内伊三郎が山内石炭商店を創業
- 1940年（昭和15年） - 高松市北浜町に事務所を移転
- 1950年（昭和25年） - 株式会社山内石炭商店を設立
- 1958年（昭和33年）
  - 社名を山内石炭株式会社に変更
  - 高松市鶴屋町に本社を移転
- 1960年（昭和35年） - 山内清道が代表取締役に就任
- 1961年（昭和36年） - 社名を山内石炭石油株式会社に変更
- 1963年（昭和38年） - 鶴屋町給油所開設給油所展開開始
- 1975年（昭和50年）
  - 社名を山内石油株式会社に変更
  - 高松市栗林町に本社を移転
- 1989年（平成元年） - 高松市田村町に本社を移転
- 1997年（平成9年）
  - 山内浩嗣が代表取締役に就任
  - グループ会社として株式会社フロムワン設立
- 1998年（平成10年）
  - 社名を株式会社ヤマウチに変更
  - 外食事業へ参入し、びっくりドンキー1号店を出店（香川県）
- 2001年（平成13年） - 県外出店を開始し、びっくりドンキーにて県外1号店出店（愛媛県）
- 2004年（平成16年） - フィットネス事業へ参入し、スポーツクラブJOYFIT1号店出店（香川県）
- 2011年（平成23年）
  - 株式会社オカモトとM&Aにより完全子会社となる
  - 岡本将が代表取締役に就任
  - 関西地方進出 スポーツクラブJOYFITにて関西エリア1号店出店（兵庫県）
- 2012年（平成24年）
  - グループ会社の株式会社フロムワンと株式会社ヤマウチサポートを吸収合併
  - フィットネス事業新規業態として、24時間型スポーツクラブJOYFIT24 1号店出店（大阪府）
- 2013年（平成25年）
  - PB（プライベートブランド）セルフSSヤマウチセルフ1号店出店（兵庫県）
  - 中国地方進出 ヤマウチセルフにて中国エリア1号店出店（岡山県）
- 2014年（平成26年） - 九州地方進出 スポーツクラブJOYFITにて九州エリア1号店出店（福岡県）

✳︎ 2021年3月19日、ヤマウチセルフ総社がオープン（岡山県）
- 2023年 - 2月1日付けで、ヤマウチがウェルネスフロンティアを吸収合併[2]。
- 2024年 - 大阪府の「白晃石油」「白晃トレーディング」を買収。

## 事業所
- 本社：761-8057 香川県高松市田村町397番地
- 東京オフィス：130-0022 東京都墨田区江東橋4丁目26-5 東京トラフィック錦糸町ビル3F

## ヤマウチグループ
いずれも2012年に本体に合併されている。
- 株式会社ヤマウチサポート
- 株式会社フロムワン